# Mentalna mapa
Mentalna karta ili umna karta (engl. Mind map) je vrsta dijagrama specifične forme koji prikazuje ideje ili razmišljanja na svojevrstan način. On kao shematski opis nekog (sa)znanja sadržava riječi, rečenice, simbolične sličice ili crteže i razne druge znakove koji predstavljaju značenje tih ideja ili razmišljanja. Njegov izgled je izveden tako da se u središtu nalazi ključna riječ (keyword), dakle ideja ili tema, a oko nje se dalje zrakasto granaju ostale zamisli, s time da su svi ti dijelovi međusobno povezani grafički, semantički i čine cjelinu. Ti elementi koji se granaju su podijeljeni u grupe. Svrha tog strukturiranog prikaza je lakše razumijevanje i pamćenje nekog gradiva te organizacija određenog tipa znanja kako bi se riješio neki problem ili donijela neka odluka.
Metoda pravljenja mentalne karte (s njezinim posebnim ne linearnim grafičkim stilom i vanjštinom) je vizualizirani pristup rada na nekom zadatku koji je često složen, širok i konceptualan s ciljem da se istakne ono bitno u njemu. 
Mentalna karta koristi se već stoljećima, a najčešće ga izrađuju predavači, studenti, inženjeri i psiholozi. 

## Osnove izrade
Jedan od prvih takvih dijagrama načinio je Porfirije iz Tira, mislilac iz trećeg stoljeća, koji je shematski prikazao 10 Aristotelovih kategorija, a prvu modernu inačicu izmislio je britanski psiholog Tony Buzan. U svom vodiču, u kojem govori kako načiniti umnu kartu koristeći neka osnovna pravila, daje sljedeće savjete:
1. počnite od sredine nekim crtežom koji karakterizira temu na kojoj radite
2. koristite razne simbole i različite veličine slova u cijelom dijagramu
3. odredite i upišite ključne riječi
4. svaka ključna riječ mora biti samostalno zapisana
5. značenje na linijama koje «izlaze» iz ključne riječi mora se odnositi prema značenju ključne riječi
6. dužina linije, iznad koje pišete riječi, neka bude jednaka dužini riječi
7. koristite različite boje
8. razvijte svoj stil izrade mentalne karte
9. naglasite najvažnije dijelove i koristite asocijacije
10. nacrt umne karte napravite jasno u zrakastoj strukturi

## Primjena mentalnih karata
Umne ili mentalne karte imaju širok opseg primjene i koriste se često u poslovne i obrazovne svrhe i to kod notiranja, brainstorminga, sumiranja nekog znanja, revidiranja, pojašnjavanja ili kao mnemotehničko sredstvo (tehnike pamćenja). Na primjer, kod slušanja predavanje možemo primijeniti tu metodu bilježenja ključnih riječi vezanih uz neki središnji problem ili temu.
Buzan ističe kako je ovaj način organizacije znanja i učenja bolji od svih ostalih i ne dovodi do «poluhipnotičkog transa» koji je moguć kod drugih načina; kad netko radi mentalnu kartu dobiva sliku cjeline nekog područja, osviješten je o svim njenim segmentima i uz koncentraciju na to lakše shvaća dane informacije. Nadalje, Buzan tvrdi da umna karta podjednako koristi lijevu i desnu stranu mozga, balansira ga, te zadire u 99% našeg nikad korištenog mentalnog potencijala i djelomično ga ostvaruje. No postoje istraživanja koja opovrgavaju neke njegove tvrdnje.
Neka literatura o mentalnim kartama daje podatke o neobičnim mogućnostima ove metode: smatra da može pomoći pri pronalaženju djevojke/dečka, pri savjetovanju svojih klijenata ili čak doći do nekih viših razina svijesti.

## Moderna tehnologija imind map
Nekoliko istraživanja u vezi umnih karata pokazalo je da studenti lakše, kvalitetnije i efikasnije uče (do 15%) uz pomoć tih karata nego klasičnim «linearnim» metodama. Danas, za takve i slične svrhe (poput pomoći u poslovanju), postoje i razne računalne programske podrške pomoću kojih možemo izraditi mentalnu kartu. Prema jednom istraživanju, najpopularnije aplikacije za takvu izradu su MindManager i FreeMind[nedostaje izvor]. Uz to, možemo naći i razne blogove (npr. mindmapping.typepad.com) koji nam sugeriraju kako napraviti umnu kartu na računalu, te prenose koje su novosti u svijetu tehnologije vezane baš za ovu vrstu programske podrške.

## Zaključak
Kao kratak zaključak poslužit će nam sljedeće rečenice. Mentalna karta je sredstvo koje nam pomaže da kvalitetno organiziramo neko znanje, a njegov prikaz omogućuje nam lakše tumačenje. U svakom slučaju, on potiče na kreativnost i na višestrano, sveobuhvatno razmišljanje. Vrlo je jednostavan i dobar putokaz pri rješavanju raznih problema.

## Galerija
- Mentalna mapa na engleskom
- Mentalna mapa: Gospodarski značaj logistike
- Mentalna mapa: Planiranje
- Mentalna mapa: Logistički sustavi
- Mentalna mapa: Poduzetništvo
- Mentalna mapa: Fayolova načela upravljanja

## Vanjske poveznice
- Engleska Wikipedija - popis programskih podrški za mentalne mape
- Primjer uporabe ove tehnike za učenje (engleske) gramatike